# Talanga
Talanga es un municipio del departamento de Francisco Morazán en la República de Honduras.

## Etimología
Su nombre significa "Lugar de lodo o lugar de fango".También hay quienes aseguran que significa hogar de cal y miel

## Límites
A unos 52 km (por carretera) desde Tegucigalpa (capital de Honduras), cabecera del municipio homónimo.
Geográficamente está situada en un valle, rodeado de pequeñas montañas, pasando por su corazón un río que con los años se ha convertido en un riachuelo.
| Orientación | Límite                                             |
| ----------- | -------------------------------------------------- |
| Norte       | Municipio de Cedros, Francisco Morazán             |
| Norte       | Municipio de Guaimaca, Francisco Morazán           |
| Sur         | Municipio de Distrito Central, Francisco Morazán   |
| Sur         | Municipio de San Juan de Flores, Francisco Morazán |
| Este        | Municipio de Guaimaca, Francisco Morazán           |
| Oeste       | Municipio de Distrito Central, Francisco Morazán   |

Su Extensión territorial es de 429.4 km².
La ciudad, está ubicada entre Tegucigalpa y Juticalpa (departamento de Olancho).

## Historia
En 1791, se remontan los primeros registros de población, cuando aparece formando parte del Curato de Cantarranas.
En 1829 fue declarado como municipio por Pedro de Alvarado.
En 1981, fue nombrada oficialmente como pueblo recondito.

### Alcaldes
| Período   | Nombre                 |
| --------- | ---------------------- |
| 1989-1993 | José M. Valladares     |
| 1993-1997 | Juan A. Cerrato        |
| 1997-2001 | Rudy E. Banegas        |
| 2001-2005 | Wilfredo Oswaldo Silva |
| 2006-2014 | Roosevelt E. Avilez    |
| 2014-2016 | Neftalí Romero         |
| 2016-2018 | Roosevelt E. Avilez    |

## Población
En 2013, la población urbana del municipio era de aproximadamente de 34,997 habitantes, sin embargo el municipio cuenta con más de 38,095 habitantes.
Población: Es la segunda ciudad en importancia del departamento de Francisco Morazán y un punto de intercepción entre los pueblos del departamento de Olancho, con los ubicados en el norte del departamento de Francisco Morazán.
Su población es de aproximados: 60,000 habitantes en 2022(aproximadamente).

## Educación
Talanga cuenta con 23 escuelas públicas, 5 de ellas están en el casco urbano de la ciudad mientras que las 18 restantes están en el área rural.
Escuelas destacadas y antiguas de Talanga están:
- Escuela República del Ecuador
- Escuela Juan Alberto Melgar Castro entre otras
Talanga cuenta con Centros Básicos entre ellos están Centro Básico Ecuador, José Arturo Duarte, Centro Aldea Los Charcos
También tiene 4 Institutos de educación media
- Instituto Gubernamental Manuel Zelaya Rosales
- Instituto Gubernamental Técnico Brassavola Digbyana 
- Instituto Gubernamental Ibrahim Gamero Idiáquez
- Instituto Gubernamental Agustín Córdova Rodríguez (Jalaca)
-Instituto Mixto Santa Teresita
-Instituto Tecnológico Talanga (Privado)
En el sistema Universitario está una extensión de la UPNFM (Universidad Pedagógica Nacional Francisco Morazán) que se encuentra funcionando en el Centro de Educación Básica José Arturo Duarte cuenta con la carrera de Licenciatura en Pedagogía
En funciones la Universidad UCENM que funciona en el edificio de la Escuela Happy Children Garden School en el sistema a distancia y ofrece 3 carreras: –Admon. De Empresas –Lic. Mercadotecnia –Lic. en Derecho.
En el sistema bilingüe,Talanga tiene dos escuelas: –Happy Children Garden School –Instituto mixto bilingüe Santa Teresita.

## Religión
Un 50%[cita requerida] de la población profesa la religión católica, que cuenta con la parroquia de San Diego y con templos: el de San Diego y el Templo y el del Divino Niño, e iglesias en casi todas las aldeas de Talanga. También, podemos encontrar la Iglesia Episcopal Hondureña, quien tiene a su cargo la Escuela Técnica Agrícola Amor y Esperanza.
El 50%[cita requerida] profesa la religión evangélica y cuenta con aproximadamente 45 congregaciones de diferentes ministerios, entre ellas:
- Iglesia de Vida Nueva
- Iglesia de Dios de la Profecía
- Sinaí
- Príncipe de paz
- Iglesia Evangélica Santidad Central
- Monte de Sion
- Adventista
- Ríos de agua viva
- Tabernáculo Shalom
- Salón del Reino de los Testigos de Jehová
- Dios es amor
- Ebenezer
- Iglesia de Jesucristo de los santos de los últimos días
- Iglesia Santidad Amor y Vida
- Ministerio Avance Misionero Maranatha

## Economía
La economía de la ciudad se ha caracterizado por la prestación de servicios, principalmente el comercio. Es el punto de intercambio de mercaderías de las comunidades ubicadas en los valles de Siria, y el norte de Francisco Morazán. En los últimos años ha sufrido de una importante emigración de sus habitantes, principalmente hacia Estados Unidos y España, lo cual ha incrementado el comercio en la ciudad.
El municipio cuenta con importantes reservas forestales, lo cual se evidencia por la presencia de varias empresas transformadoras de la madera. La elaboración de muebles acabados y la producción de palillo, son los principales productos maderables obtenidos en el municipio.
En la producción agropecuaria destaca la producción de frijoles, maíz, caña de azúcar, la cual es procesada en trapiches tradicionales o comprada por el Ingenio Azucarero Tres Valles ubicado en el municipio vecino de San Juan de Flores (Cantarranas). En los últimos años está cobrando mucha importancia la producción de plátano y chile jalapeños.
Las galeras son famosas por la fabricación natural de la miel de caña y los derivados de este fruto, como son el mico , la cachasa negra y el caldo de caña.
El producto agroindustrial más conocido es la rosquilla, las cuales cuentan con fama a nivel nacional. Estas pueden consumirse con café o en dulce de rapadura de dulce (rosquillas en miel).

## Turismo
Talanga cuenta con muy poco turismo ya que la poca importancia por parte de las autoridades para darla a conocer más y atraer a turistas tanto nacionales como internacionales, no se ha demostrado todavía. Pero cuenta con varios lugares que la hacen exquisita como ser la pequeña loma o cerro que se encuentra ahí, de donde se puede observar la ciudad por completo, sus aldeas que la hacen diferente. Y así variedad de atractivos en sus fiestas patronales, navideñas y de otro tipo.
En el cerro atrás de la loma de la montaña se encuentra una cueva que está escondida por la vegetación según cuentan las leyendas los antiguos indígenas vivieron en esta cueva y se puede ver algunas sillas de piedra en el fondo, aunque dentro de la cueva hay una oscuridad total y la paredes llenas de hollín posiblemente los indígenas usaban el ocote de los árboles para alumbrarse también se siente el olor de azufre. a esta cueva le llaman la cueva del diablo. La cueva entre más avanza se va reduciendo en tamaño.
Acerca del cerro de la loma se cuenta una leyenda de que el cerro iba creciendo pero un antiguo sacerdote colocó una cruz de ocote y dejó de crecer esta loma. Actualmente esta esa cruz en esa loma.
Talanga cuenta con un comité de desarrollo el cual esta impulsando el desarrollo turístico de la ciudad por medio de murales artísticos con temática cultural y tradicional.

### Fiesta Patronal
Las ferias se celebran para el día 12 de noviembre (Día de San Diego). Esta fiesta se celebra desde inicios de noviembre hasta finales del mismo mes, cerrando con la gran Expoventa de comidas típicas de todo el país. Y durante el transcurso de este tiempo se llevan a cabo variedad de actividades para honrar a su santo patrón. Además de esto se elige la Reina de la Feria, donde se demuestra la belleza con la que cuenta la ciudad.
Para la Navidad se hacen nacatamales, que es un plato típico del país, cocinado en mayor parte con masa de maíz y carne de cerdo. En esas fechas también se pueden degustar las rosquillas en miel (hechas con miel de caña). Así como las torrejas, elaboradas de pan de yema, huevos y miel. Los jóvenes se divierten reventando cohetes (llamados petardos en otros países –como España– a, y haciendo muñecos de trapos rellenos de pólvora para quemarlos, simbolizando la despedida de año viejo; y dándole la bienvenida al nuevo. Además viendo los pesebres que se han diseñado en las viviendas más cercanas o en las de los familiares, y el árbol de Navidad que no falta casi nunca en ninguna casa.
Pasando un poco más los días en ese mes llegamos fin de año disfrutando de la misma gastronomía añadiendo las torrejas en miel. Y siguiendo con los pesebres, los árboles de Navidad y los cohetes. Algunas personas aprovechan la semana entre la Navidad y el fin de año para modificar los pesebres (llamados "nacimientos" en la localidad), y muchos niños consumen el tiempo recaudando dinero para ponerle petardos a los viejos que llegadas las 00:00 horas del país, entre el 31 de diciembre y el 1 de enero, se queman disparando todo tipo de artilugios de pólvora.
La fiesta más original de este pueblo (y quizá única en el país) es el Día de las Damas, que se celebra el primer lunes después de la Semana Santa, es toda una fiesta en todo el pueblo. Bailando al compás de la marimba (Instrumento Típico en Latinoamérica). Un grupo de hombres de la localidad disfrazados de mujeres y con máscaras sacan a bailar a todos los hombres de la ciudad que estén cerca de donde la marimba este tocando, siempre después de una buena correteada por las calles aledañas; y hay de aquel que se resista mucho o diga algunos insultos a las «damas» se las tendrá que ver con el viejo, que le castigará con su fajón. El día 6 de enero (Día de los Reyes Magos) no se celebra.
•••Reinas de la Feria Patronal•••
| Año  | Nombre                         |
| ---- | ------------------------------ |
| 2002 | Alba Mendoza                   |
| 2003 | Gabriela Arguijo               |
| 2004 | Rosa Victoria Henríquez        |
| 2005 | Evelyn Asmin Nolasco           |
| 2006 | Elva Rosario Recarte           |
| 2007 | Katia Maricela Berríos         |
| 2008 | Sendy Suazo                    |
| 2009 | Karina Michelle Romero         |
| 2010 | Ashly Gabriela Mendoza Aguilar |
| 2011 | Katherine Michelle Cantor      |
| 2012 | Kency Estefany Flores          |
| 2013 | Liccy Vanessa Cruz             |
| 2014 | Lizzymber Zúniga               |
| 2015 | Laura Sofía Rubio              |
| 2016 | Samantha Cáceres               |
| 2017 | Victoria Alejandra Núñez       |
| 2018 | Dulce Carbajal                 |

## ONG
Manos que ayudan Talanga
es una organización no gubernamental, institución sin ánimo de lucro (ONG) que nace en Talanga F.M. Honduras, con el voluntariado de muchas personas que están uniendo sus manos para erradicar la deserción escolar, la cual conlleva a que exista un gran índice de analfabetismo en nuestro país. Nuestro objetivo es ayudar a todo niño que pueda culminar su educación primaria, y velar por todos los que no están estudiando, a que pueda iniciar su educación, crearemos un sistema donde la educación sea obligatoria. Creemos que la educación salvará los niños de Honduras de una sociedad que está consumiendo la vida de ellos, con drogas, pandillas, pobreza y desintegración familiar. ¡Súmate tu mano cuenta! para que ningún niño se quede sin la oportunidad de estudiar y así brindar mejores condiciones de vida. Ayudando a que se ayuden a sí mismo, a ser auto-suficientes.<ref>«Copia archivada». Archivado desde el original el 7 de mayo de 2017. Consultado el 25 de noviembre de 2019.</ref.     @La casa de talanga MAP
>

## División Política
Aldeas: 16 (2013)
Caseríos: 96 (2013)
| Código | Aldea                    |
| ------ | ------------------------ |
| 082401 | Talanga                  |
| 082402 | Agua Blanca              |
| 082403 | Corralitos               |
| 082404 | El Ocotal                |
| 082405 | El Rosario o Laja Picada |
| 082406 | Jalaca                   |
| 082407 | La Ermita                |
| 082408 | La Esperanza             |
| 082409 | La Labranza              |
| 082410 | La Majada Verde          |
| 082411 | Las Quebradas            |
| 082412 | Los Charcos              |
| 082413 | Palmira                  |
| 082414 | Río Dulce                |
| 082415 | San Antonio de Pastos    |
| 082416 | Valle Arriba             |
|        | Chandala                 |
|        | El Terrero Colorado      |
|        | La Candelaria            |
|        | La Zarzalosa             |
|        | Los Pozos                |
|        | Las Casillas             |